# Moritz Eigner
Moritz rytíř von Eigner, též Moriz Ritter von Eigner (7. listopadu 1822 Retz – 25. března 1900 Linec), byl rakouský právník a politik německé národnosti, v 2. polovině 19. století poslanec Říšské rady a zemský hejtman Horních Rakous.

## Biografie
Vystudoval gymnázium ve Vídni a práva na Vídeňské univerzitě. Od roku 1844 (ještě před dokončením vysoké školy) působil u městského a zemského soudu v Linci. Roku 1847 získal titul doktora práv. Od roku 1854 působil jako dvorní a soudní advokát. Byl též od roku 1861 členem obecní rady v Linci. Byl činný v advokátní komoře, angažoval se ve vedení lineckého muzea Museum Francisco-Carolinum (byl jeho prezidentem). Podporoval rozmach lázeňství v Bad Hallu. Byl mu udělen Císařský rakouský řád Leopoldův.
V roce 1861 usedl poprvé na Hornorakouský zemský sněm za kurii městskou, obvod Linec. Na sněmu zastupoval německé liberály (tzv. Ústavní strana). Od roku 1861 zasedal jako člen zemského výboru. Poslanecký mandát obhájil ve volbách roku 1867, 1870, 1871, 1878, 1884 a 1890. Zemským poslancem byl až do roku 1895. Od 22. srpna 1868 do roku 1884 (s krátkou přestávkou několika měsíců v roce 1871) zastával funkci zemského hejtmana Horních Rakous (tedy předsedy sněmu a nejvyššího představitele zemské samosprávy). Zasadil se o provedení nového školského zákona.
Působil i jako poslanec Říšské rady (celostátního parlamentu Předlitavska), kam usedl ve volbách roku 1885 za kurii městskou v Horních Rakousích, obvod Linec, Urfahr atd. Rezignace byla oznámena na schůzi 25. ledna 1888. V parlamentu ho pak nahradil Gandolph von Kuenburg. Ve volebním období 1885–1891 se uvádí jako rytíř Dr. Moritz von Eigner, advokát, bytem Linec.
Na Říšské radě usedl do klubu Sjednocené levice, do kterého se spojilo několik ústavověrných proudů. Po jeho rozpadu přešel v roce 1885 do poslaneckého klubu Deutschösterreichischer Club (Německorakouský klub).
V roce 1892 se stal členem Panské sněmovny (nevolená horní komora Říšské rady).
Zemřel v březnu 1900.